# Joseph Du Baudory
Le Père Joseph Du Baudory naquit à Vannes, d'une famille distinguée, le 16 février 1710, entra chez les Jésuites en 1727, et mourut à Paris le 4 mai 1749. 

## Biographie
Il est nommé à l'âge de 31 ans pour occuper la place du Père Porée et il eut le mérite de la remplir. Il partage avec les Pères Hardouin, Tournemine et Bougeant, la gloire d'avoir illustré la Bretagne, par d'excellents ouvrages de littérature et de goût.

## Pour approfondir